# Nationale Verteidigungsuniversität der Volksbefreiungsarmee Chinas

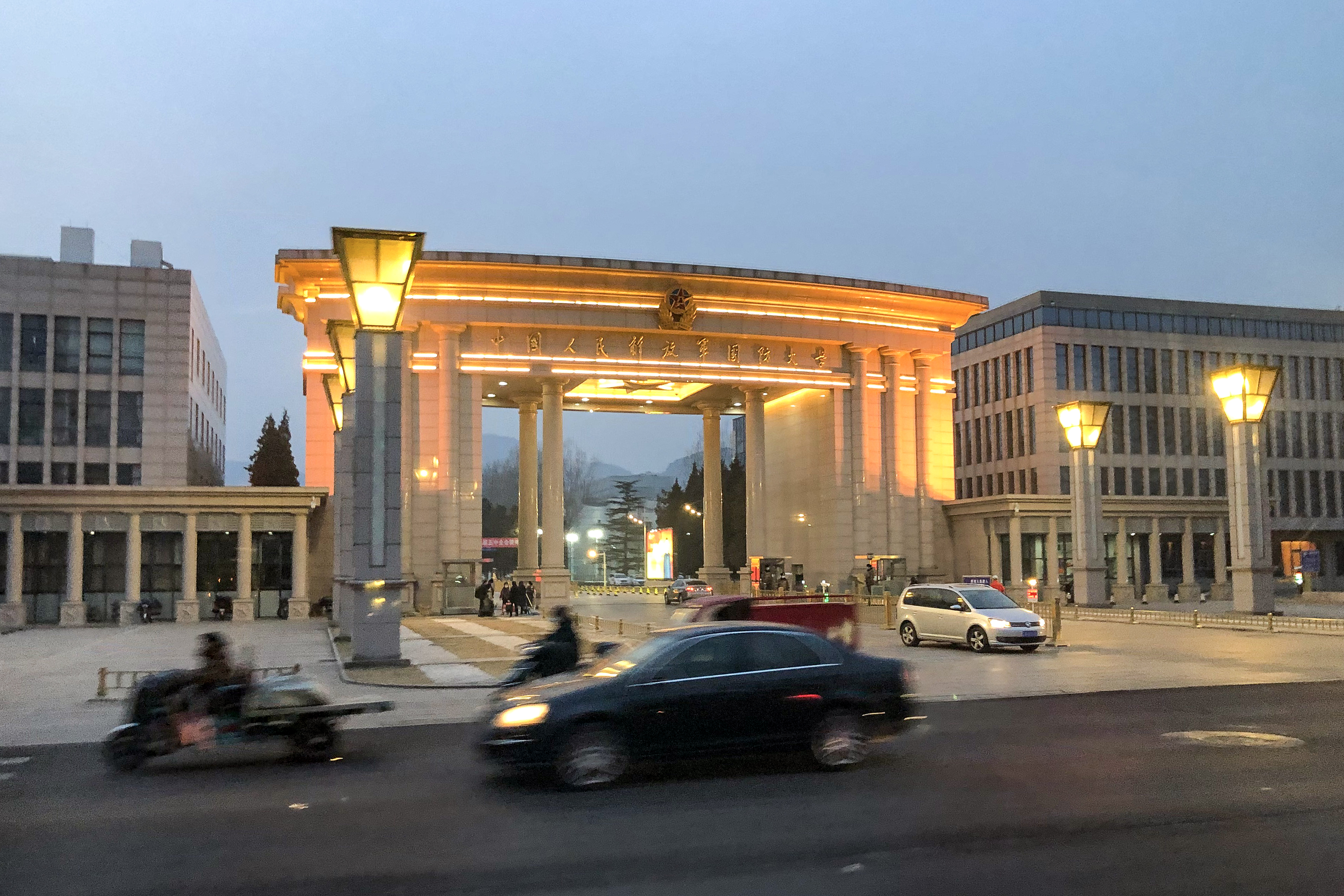
Haupteingang zur Nationale Verteidigungsuniversität der Volksbefreiungsarmee

Die Nationale Verteidigungsuniversität der Volksbefreiungsarmee (中国人民解放军国防大学,  Zhōngguó Rénmín Jiěfàngjūn Guófáng Dàxué, englisch People's Liberation Army National Defense University (NDU)) oder Nationale Verteidigungsuniversität der chinesischen Volksbefreiungsarmee (NDU PLA), chinesisch kurz Guofang Daxue (国防大学,  Guófáng Dàxué), ist eine höhere militärische Bildungseinrichtung Chinas in der Hauptstadt Beijing.

## Geschichte
Die nationale Militärakademie der Volksbefreiungsarmee entstand 1985 durch den Zusammenschluss der PLA-Militärakademie, der PLA-Politischen Akademie und der PLA-Logistikakademie im Einklang mit Deng Xiaopings Plänen zur Reform der höheren militärischen Ausbildung.

### Studenten
1997–1998 beispielsweise war der künftige Präsident der Demokratischen Republik Kongo Joseph Kabila (militärischer Befehlshaber während des „Afrikanischen Weltkriegs“ 1998–2002, von 2001 bis 24. Januar 2019 Präsident der Demokratischen Republik Kongo) Student an der Universität.

## Leitung
Der erste Präsident war General Zhang Zhen. Seit Februar 2023 wird die NDU PLA von Xiao Tianliang (肖天亮) geleitet.
- 1985–1992 Zhang Zhen
- 2003–2007 Ma Xiaotian
- Dezember 2014 – Januar 2017 Zhang Shibo
- September 2017 – April 2019 Song Puxuan
- Juni 2017 – August 2021 Zheng He
- August 2021 – Oktober 2022 Xu Xueqiang
- Februar 2023 Xiao Tianliang